# ماساهيرو كوسونو
ماساهيرو كوسونو (باليابانية: 葛野 昌宏) (مواليد 2 يوليو 1975)، هو لاعب كرة قدم سابق كان يلعب كمدافع.